# Methingouw
De Methingouw (ook Methingau, Methingowe) was een Frankische gouw in het grensgebied van  België, Frankrijk en Luxemburg, het Pays haut tussen Longwy en Briey.